# Gio. Paolo Balbi a cavallo
Gio. Paolo Balbi a cavallo è il soggetto un dipinto di Antoon van Dyck.
Le dimensioni attuali del quadro, dopo le aggiunte di tela avvenute in epoca imprecisata, sono pari a 317 × 210 cm. In origine il dipinto misurava 266 × 198 cm. 

## Storia

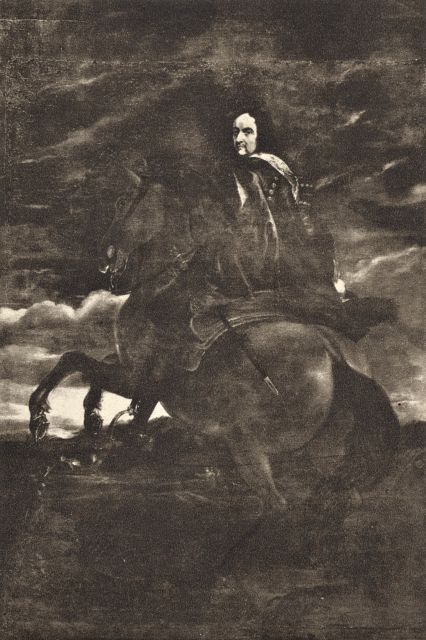
Un'immagine del ritratto equestre in cui è ancora visibile il volto di Francesco Maria Balbi sovrapposto a quello di Gio. Paolo Balbi

Il dipinto è menzionato in un inventario testamentario del 1649 vergato dal fratello del personaggio effigiato, Bartolomeo Balbi, atto nel quale si attesta che Van Dyck aveva realizzato anche il ritratto equestre dello stesso Bartolomeo (opera dispersa). 
In questi ritratti, come in quello di Anton Giulio Brignole Sale, Van Dyck prosegue l'uso inaugurato a Genova da Rubens con il ritratto di Gio. Carlo Doria, consistente nella realizzazione di ritratti equestri effigianti membri della locale aristocrazia commerciale e finanziaria. Fatto piuttosto singolare in quanto, prima di questi esempi genovesi, il ritratto equestre era riservato in via esclusiva a sovrani e condottieri. Tale evento storico-artistico è quanto mai indicativo dell'orgoglio e delle ambizioni del ceto magnatizio genovese. 
Sconosciuta è la data di esecuzione dell'opera che è comunque generalmente collocata sul finire del soggiorno genovese del maestro fiammingo. Gio. Paolo Balbi nacque infatti nel 1606: quando Van Dyck, nel 1627, lasciò definitivamente Genova egli aveva quindi circa ventuno anni ed è difficile attribuire all'uomo a cavallo che si vede nella tela un'età ancora più giovane. 
Il dipinto ebbe una sorte singolare legata alle turbolente vicende del Balbi. Nel 1648 infatti Gio. Paolo fu tra i promotori di una cospirazione il cui fine era quello di rovesciare la Repubblica Genovese. Il piano venne però scoperto e il Balbi fu condannato a morte in contumacia. Pare che proprio il ritratto vandickiano sia stato utilizzato dalle autorità di polizia genovesi per effigiare il ricercato nel bando che ne ordinava l'arresto. 
Il quadro rimase in possesso della famiglia Balbi, ma era evidentemente motivo di imbarazzo: come si legge nell'atto testamentario del 1649 esso venne portato via dalla residenza famigliare “per essere indegno di starci”. In seguito Francesco Maria Balbi (1619-1705), un discendente della stessa casata, divenuto proprietario del dipinto, fece sovrapporre un ritratto del suo viso a quello del nemico della patria Gio. Paolo, completandone così la damnatio memoriae. 
L'opera rimase tra gli averi dei Balbi fino al 1974 quando fu venduta all'attuale proprietà che ne promosse il restauro grazie al quale è stata rimossa la sovrapposta effigie di Francesco Maria Balbi e riportata alla vista quella originaria di Gio. Paolo Balbi.

## Descrizione e stile

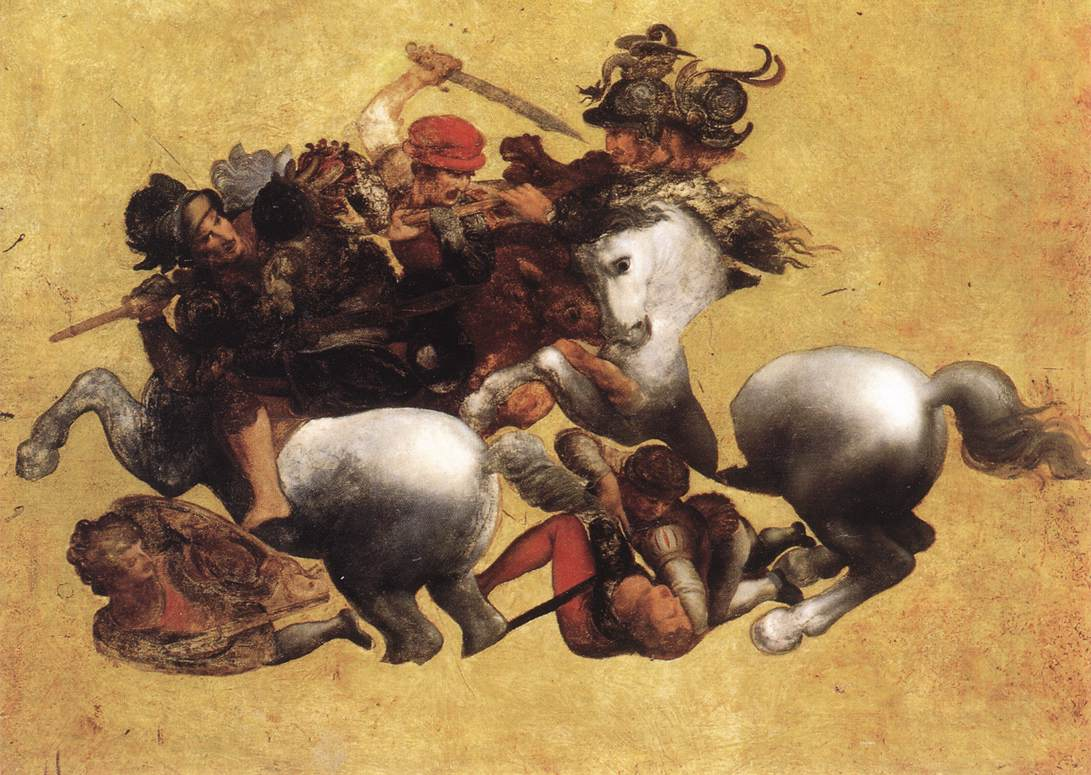
La Tavola Doria

Cavallo e cavaliere sono raffigurati in scorcio e visti da dietro. Gio. Paolo Balbi incede verso l'orizzonte in groppa al suo destriero rampante, ma volge il capo all'indietro per incontrare lo sguardo  dell'osservatore.
Il gentiluomo genovese cavalca all'imbrunire in un paesaggio di campagna sotto un cielo marcatamente atmosferico. La pennellata del Van Dyck è rapida e in alcuni dettagli vi è una sensazione di non-finito. 
Per la raffigurazione del gruppo equestre Van Dyck sembra essersi rifatto ad alcune incisioni di Giovanni Stradano raffiguranti una serie di immaginari monumenti equestri di imperatori romani: le stampe relative alle statue di Ottone e di Nerone sembrano mostrare varie analogie con la composizione vandickiana.
Per il destriero rampante lanciato al galoppo è probabile che il pittore fiammingo abbia ripreso anche uno dei cavalli  (quello a sinistra) della Tavola Doria (in quel tempo a Genova) che riproduce il momento centrale (la lotta per lo stendardo) della celeberrima e perduta Battaglia di Anghiari di Leonardo da Vinci.
Suggestiva ipotesi è che il ritratto di Gio. Paolo Balbi sia stato visto da Diego Velázquez durante il suo primo viaggio in Italia (1629-1630), nel corso del quale il grande sivigliano fece brevemente tappa anche a Genova, e che a esso si sia ispirato per il suo ritratto del conte di Olivares: l'analogia tra i gruppi cavaliere/destriero che si vedono nelle due opere appare in effetti di immediata percezione.

## Galleria delle altre opere citate

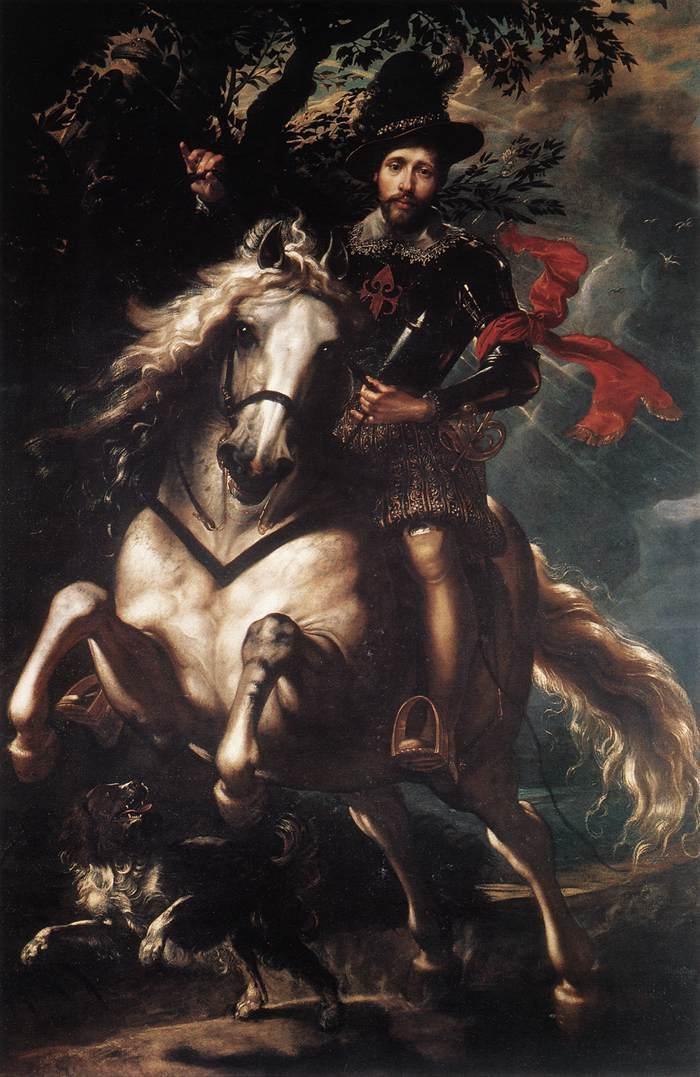
Rubens, Ritratto di Giovanni Carlo Doria a cavallo, 1606, Genova, Galleria nazionale di palazzo Spinola
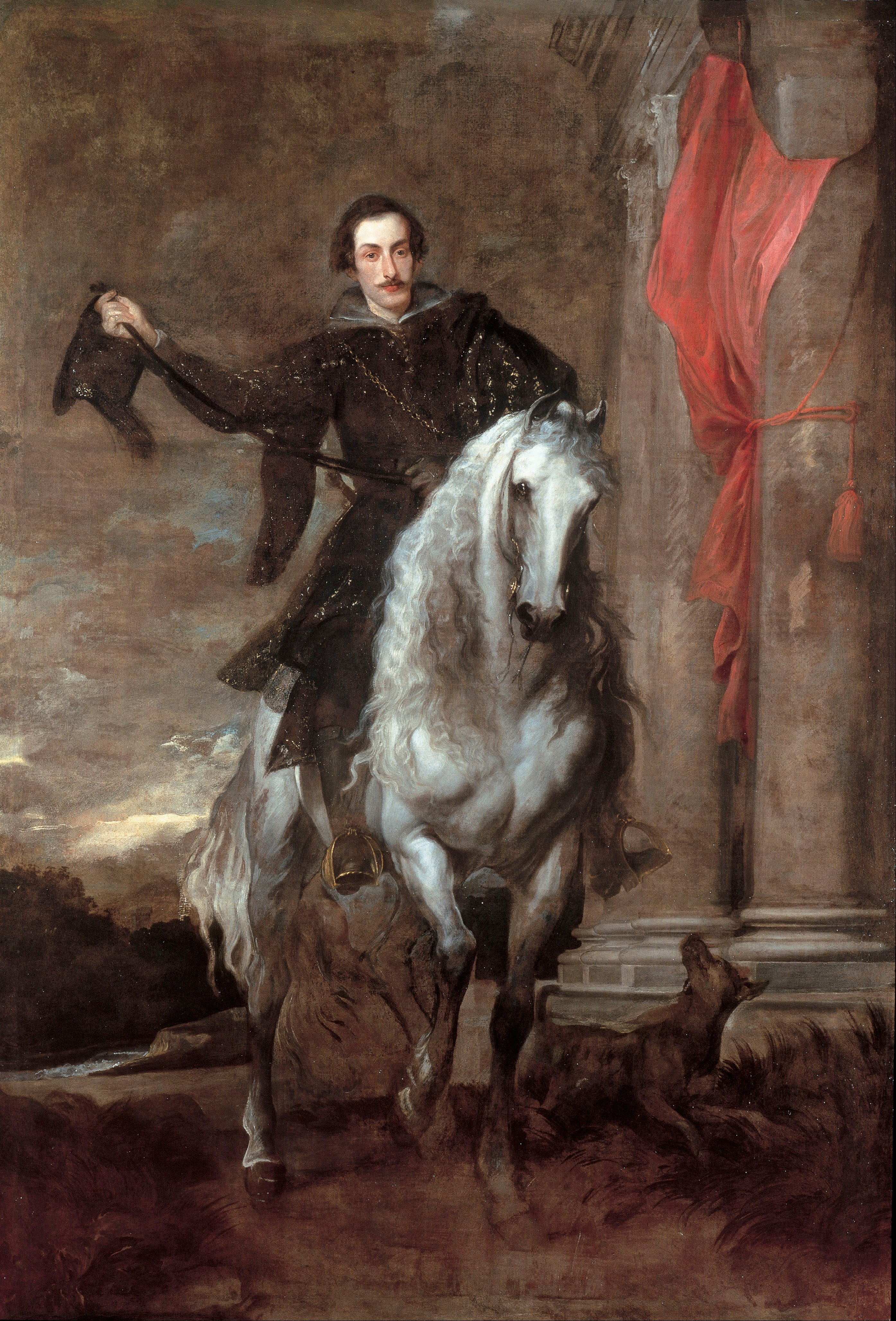
Antoon van Dyck, Ritratto equestre di Anton Giulio Brignole-Sale, 1627, Genova, Palazzo Rosso
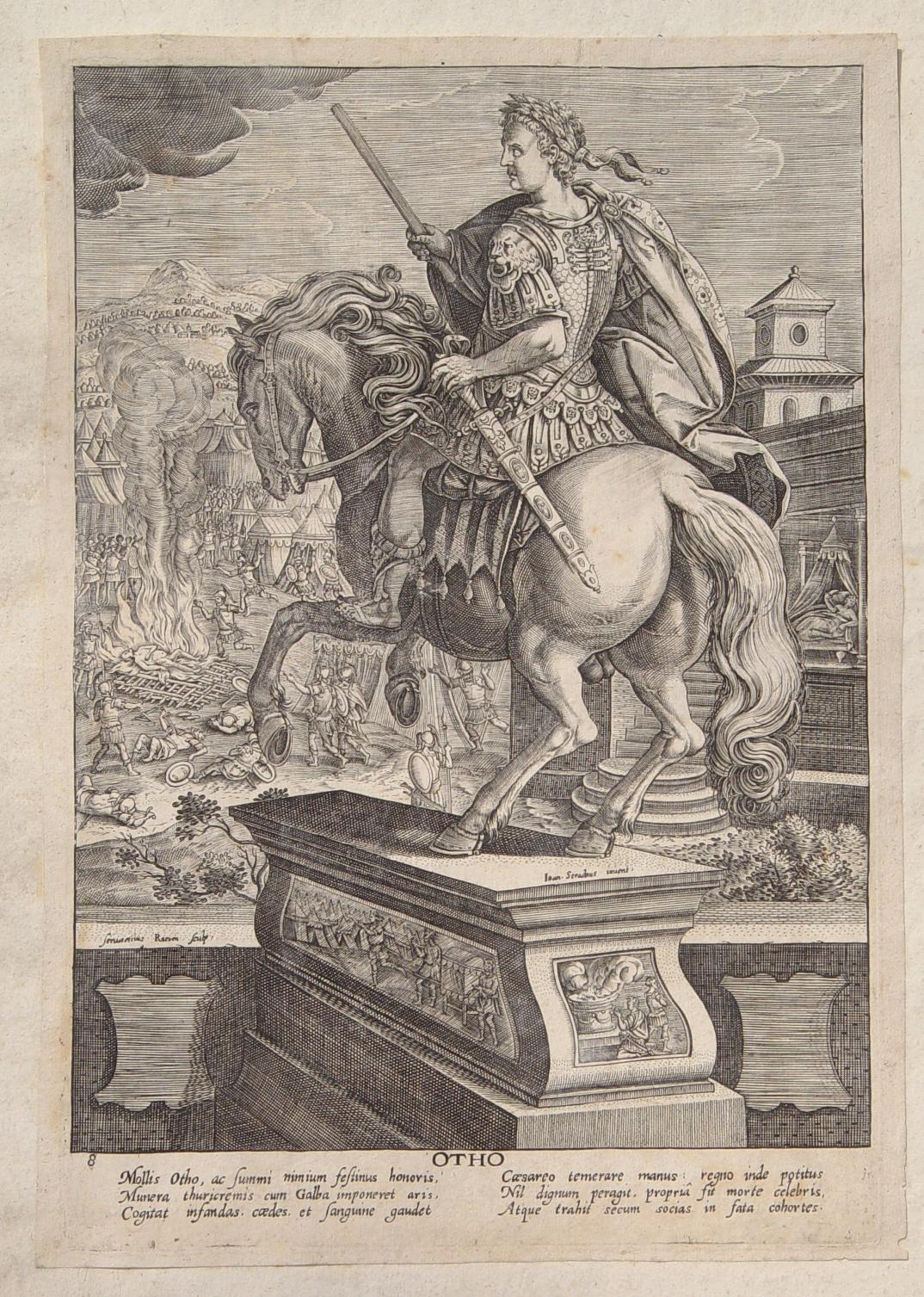
Giovanni Stradano, Ottone, 1590 circa
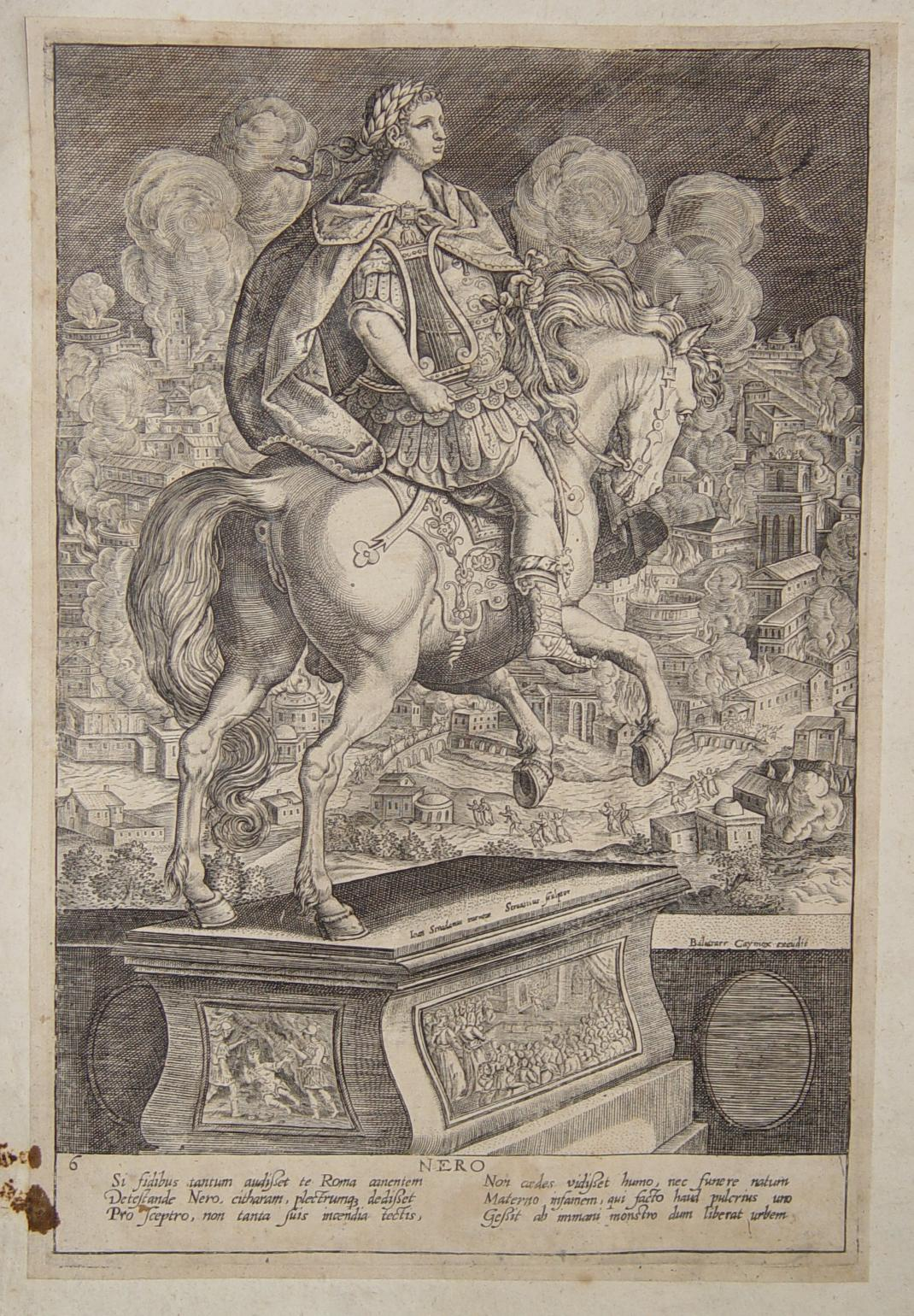
Giovanni Stradano, Nerone, 1590 circa
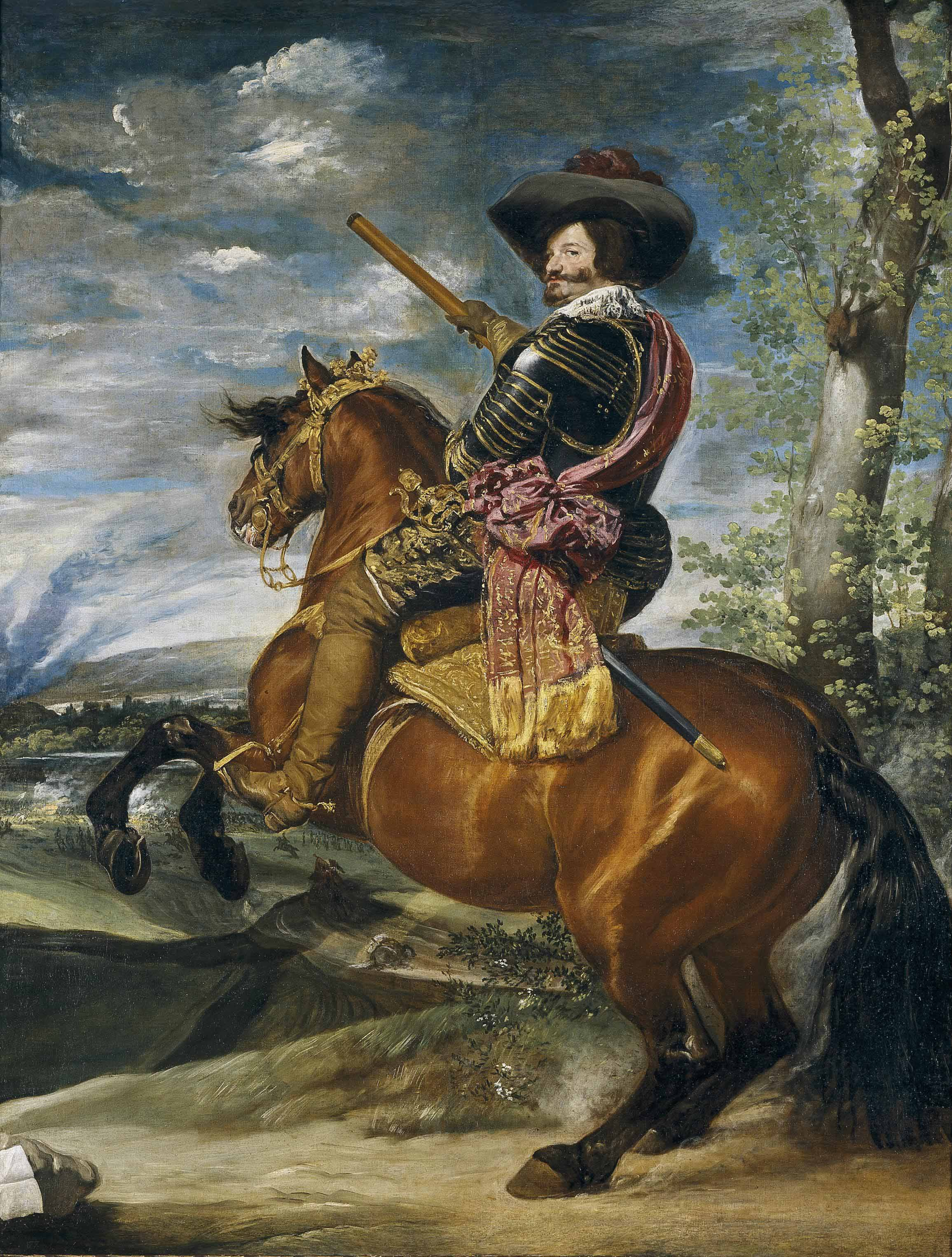
Diego Velázquez, Ritratto del Conte Duca di Olivares a cavallo, 1634, Madrid, Prado